# Ґант
Ґант (пол. Gant, нім. Ganthen) — село в Польщі, у гміні Пецьки Мронґовського повіту Вармінсько-Мазурського воєводства.
Населення — 96 осіб (2011).

## Демографія
Демографічна структура станом на 31 березня 2011 року:
|          | Загалом | Допрацездатний вік | Працездатний вік | Постпрацездатний вік |
| -------- | ------- | ------------------ | ---------------- | -------------------- |
| Чоловіки | 50      | 15                 | 30               | 5                    |
| Жінки    | 46      | 12                 | 26               | 8                    |
| Разом    | 96      | 27                 | 56               | 13                   |